# 高窪利一
髙窪 利一（たかくぼ としかず、1930年〈昭和5年〉4月24日 - 2003年〈平成15年〉3月17日）は、日本の法学者。専門は商法。学位は、博士（法学）（中央大学・論文博士・1995年）。日本学術会議会員。正五位勲三等瑞宝章。弁護士。

## 人物
出典：
東京都生まれ。都立日比谷高校を経て、1953年、中央大学法学部卒業。1955年、中央大学大学院民法専攻修士課程修了（指導教授は升本喜兵衛 (四代)）。1955年、同法学部助手。1959年中央大学法学部助教授。1966年中央大学法学部教授に就任。1969年同学生部長。学校法人中央大学評議員。1988年中央大学法職講座運営委員会委員長。1991年同大学院法学研究科委員長。1995年 博士（法学）（中央大学）、学位論文は「有価証券法研究」。他に末広文化賞受賞。1996年より日本学術会議会員。1999年弁護士登録（第二東京弁護士会所属）。山﨑司平法律事務所客員弁護士。2001年中央大学定年退職。同名誉教授。この他に、公認会計士第二次試験考査委員（1983年～1988年）を務めた。
また、中央大学多摩キャンパス内にある多摩学生研究棟（通称：炎の塔）に所属する中央大学商法研究会の創設者である。東京大学文科III類と中央大学法学部に合格し、父が中央大学教授であることと学士助手制度があったため商法学者になるには有利と判断し、中央大学へ進学した。
親族としては、父は商法学者の高窪喜八郎（元中央大学教授）。刑事法分野で知られる高窪貞人（青山学院大学名誉教授）は弟。
息子と娘がいる。息子の高窪統は工学者（中央大学理工学部元教授）。

## 学説
手形法学説における手形理論では、創造説のうち所有権説をとる。その他にも特色のある見解が多く、「高窪説」として商法の中でも有価証券法や金融法の分野で特に知られている。

## 著書
- 『現代手形小切手法』
- 『手形小切手法通論』
- 『銀行実務 手形小切手法』
- 『商法（手形・小切手法）』

## 門下生
- 木内宜彦
- 菊地雄介